# Huzărești
Huzărești – wieś w Rumunii, w okręgu Alba, w gminie Gârda de Sus. W 2011 roku liczyła 77 mieszkańców.